# Consejo para el Desarrollo de la Investigación en Ciencias Sociales en África
El Consejo para el Desarrollo de la Investigación en Ciencias Sociales en África (CODESRIA) es una organización de investigación panafricana independiente que se centra en la investigación de las ciencias sociales en África. Fue creado en 1973 y tiene su sede en Dakar. Forma parte del Consejo Científico Internacional.

## Objetivos
Entre sus principales objetivos está el desarrollar capacidades y herramientas científicas susceptibles de promover la cohesión, el bienestar y el progreso de las sociedades africanas . Esto obviamente implicó el surgimiento de una comunidad panafricana de investigadores activos, la protección de su libertad intelectual y su autonomía en el cumplimiento de su misión y la eliminación de barreras lingüísticas, disciplinarias, regionales, de género e intergeneracionales. »

## Elementos del programa de investigación
- las principales actividades de investigación (enumeradas en la Carta del Consejo),
- proyectos de investigación orientados a políticas y
- proyectos de investigación en colaboración.

### La Asamblea General
Forman parte de la Asamblea General todos los institutos y facultades de investigación de ciencias sociales de África, así como personas que se dedican a la investigación de manera individual con plenos derechos de membresía institucional o individual. La Asamblea es el órgano supremo de decisión del Consejo y establece las líneas generales de la dirección intelectual de la organización, incluyendo las áreas prioritarias y los programas de investigación que merecen especial atención. Se reúne cada tres años y elige el Comité Ejecutivo, al igual que la Presidencia y Vicepresidencia de la organización. Instituciones y personas dedicadas a la investigación que no sean de África pueden acceder al estatus de miembro asociado. En este caso se podrá asistir a los trabajos de la Asamblea Genero pero no votar ni solicitar mandato durante las sesiones administrativas de la asamblea. La Asamblea General de CODESRIA elige en particular a quien asume la presidencia de CODESRIA.
Desde 1973 han estado al frente de la institución las siguientes personas :
- 1973-1976 : Jacques Kazadi
- 1976-1979 : Justiian F. Rweyemamu
- 1979-1981 : JM Wanza
- 1982-1985 : Kankam Twum Barima
- 1986-1989 : Claude Ake
- 1989-1992 : Taladidia Thiombiano
- 1992-1995 : Ernest Wamba dia Wamba
- 1995-1998 : Akilagpa Sawyerr
- 1998-2002 : Mahmood Mamdani
- 2003-2005 : Zenebeworke Tadesse
- 2005-2008 : Tereza Cruz e Silva
- 2008-2011 : Sam Moyo
- 2011-2015 : Fátima Harrak
- 2015-2018 : Dzodzi Tsikata
- desde 2018 : Isabel Casimiro

### El comité ejecutivo
El Comité Ejecutivo, que es un órgano colegiado, nombra al personal internacional de la Secretaría del Consejo. Se reúne dos o tres veces al año para revisar el presupuesto, así como el plan de trabajo y las actividades de la junta. También supervisa la ejecución del programa de investigación de CODESRIA, asegurando que se mantenga lo más fiel posible a las principales direcciones establecidas o emanadas de la Asamblea General. El comité ejecutivo es responsable ante la asamblea general a la que presenta un informe cada tres años. Sus miembros provienen de todas las subregiones africanas y su elección se establece según el principio de representación geográfica equilibrada. 

### El comité científico
El Comité Científico está integrado por doce miembros elegidos por el Comité Ejecutivo y cuya secretaría corre a cargo del Secretario Ejecutivo del Consejo, es el tercer órgano de gobierno de CODESRIA. Sus miembros son elegidos por la asamblea general teniendo en cuenta la diversidad de la comunidad científica en términos de género, generación, origen geográfico, idioma y disciplina. El comité científico se reúne al menos una vez al año y rinde cuentas a la Asamblea General. 

### La secretaría ejecutiva
La Secretaría, encabezada por quien asume el Secretariado Ejecutivo, tiene su sede en Dakar, Senegal. La Secretaría es responsable de la implementación del programa intelectual ratificado por la Asamblea General. Como parte del desarrollo del programa científico del Consejo, el Comité Ejecutivo y la Secretaría cuentan con el apoyo de los miembros del Comité Científico de CODESRIA, organismo integrado por eminentes investigadores africanos reconocidos por sus contribuciones a la investigación en ciencias sociales. La Secretaría está compuesta por los siguientes tres departamentos científicos: Investigación; Publicaciones y difusión; Ayudas, formación y becas. 
Desde 2017 el Secretario Ejecutivo es el historiador y analista político keniano Godwin R. Murunga.

## Investigación sobre género y derechos de las mujeres
Destacadas feministas africanas han formado parte de CODESRIA, entre ellas la socióloga senegalesa Fatou Sow quien a finales de los 80 contribuyó a la creación de la formación sobre estudios de género en la organización. También están relacionadas con esta organización Ayesha Imam, Amina Mama, Charmaine Pereira de Nigeria y Takyiwaa Manuh y Dzodzi Tsikata de Ghana.  En 1991 se celebró en Dakar el primer coloquio feminista de CODESRIA sobre Análisis de género.
La institución acogió también la AFARD (Asociación de Mujeres Africanas para la Investigación y el Desarrollo) creada en 1977 de la que formaban parte Fatima Mernissi (Marruecos), Alya Baffoun (Túnez), Marie-Aimée Hélie-Lucas (Argelia), Ndri Assié-Lumumba (Costa de Marfil), Zen Tadesse (Etiopía), Patricia McFadden (Swaziland) y Ndèye Sow.
En 1996 se creó el Instituto del género (Institut du genre) de CODESRIA.